# .sj
.sj è il dominio di primo livello nazionale assegnato a Svalbard e Jan Mayen.
Amministrato da Norid, il dominio non è mai stato attivato poiché sia le isole Svalbard che l'isola di Jan Mayen fanno parte della Norvegia, il cui dominio è .no.